# Totaladoh
Totaladoh is een census town in het district Nagpur van de Indiase staat Maharashtra. 

## Demografie
Volgens de Indiase volkstelling van 2001 wonen er 2336 mensen in Totaladoh, waarvan 51% mannelijk en 49% vrouwelijk is. De plaats heeft een alfabetiseringsgraad van 65%. 